# یام وحشی
یام وحشی (نام علمی: Dioscorea villosa) گیاه بومی شرق آمریکای شمالی تگزاس و فلوریدا و شمال انتاریو و مینه‌سوتا و ماساچوست است.